# Samuel Flores (ganadería)
Samuel Flores es una ganadería brava española, situada en el término municipal de Povedilla (Albacete) y que está inscrita dentro de la Unión de Criadores de Toros de Lidia. Los toros de esta legendaria ganadería del campo bravo español pastan en la finca de "El Palomar" y se considera que tienen encaste propio, originado con la reserva genética de los toros de Gamero-Cívico.
La antigüedad de esta ganadería se remonta al 15 de mayo de 1928, cuando lidió por primera vez en la Plaza de toros de Madrid, siendo los encargados de lidiar esa corrida Miguel Espinosa Armillita, Fausto Barajas y Gabriel de la Haba "Zurito".
Los toros de esta ganadería, conocido como "samueles", están marcados con una señal en forma de zarcillo en ambas orejas y lucen una divisa en color azul, encarnada y oro. 

## Historia de la ganadería
Los hermanos Flores - Samuel, Leonardo, Melquiades y Carmen - iniciaron su aventura ganadera en 1914, comprando una punta de la ganadería de Eduardo Olea, de casta Vistahermosa, y también de José Vega, de Veragua-Santa Coloma. Sin embargo, no sería hasta 1925 cuando decidieran dar un nuevo rumbo al hierro, comprándole un lote de toros y vacas de los hermanos Gamero-Cívico a Juan Domínguez Delgado de Medina del Campo, momento a partir de lo cual empezaron a anunciarse como "Samuel Hermanos".

A partir de 1925 la ganadería albaceteña, que pastaba en la finca "Los Alarcones", empezará a abrirse sitio en los circuitos taurinos tanto de España como Francia, lidiando en plazas como  Alicante, Ciudad Real, Beziers, Játiva, Cieza, Lorca o Alcázar de San Juan. Una tendencia que mantuvo en años anteriores, destacando el cronista Tomás Orts lo siguiente:
Los resultados no pueden ser más más satisfactorios, por lo que su crédito es extraordinario en las plazas de la región, donde consumen todos los toros y novillos de que disponen los señores Samuel, que no pueden satisfacer las demandas de otras empresas que desearían anunciar su divisa.
El 15 de abril de 1928 la ganadería de Samuel Hermanos lidiaba su primera corrida de toros en la Plaza de toros de Madrid, consiguiendo en esta fecha su antigüedad. El cartel encargado de estoquear la corrida lo compusieron Miguel Espinosa Armillita, Fausto Barajas y Gabriel de la Haba Zurito. El primer toro en saltar al ruedo de este hierro fue Pies de liebre, número 5, que fue ovacionado en el arrastre y para el que se le pidió la vuelta al ruedo:
En la primera corrida de abono - ayer - lidiáronse toros de Samuel Hermanos, de Albacete, con el hierro de Gamero Cívico. Fué una corrida hermosa. Gorda, de buen trapío. Toros cinqueños, bravos, que hicieron una pelea seria y que no lucieron todo lo que los toros debieron lucir, no por culpa de ellos.
La Guerra civil española aniquiló casi por completo la ganadería aunque se repuso en 1939, esta vez únicamente con toros de procedencia Gamero Cívico. A partir de 1941 el hierro sufrió una bifurcación, con dos nombres distintos, Manuela Agustín López Flores y Samuel Hermanos, compartiendo ambas ubicación en la finca de "El Palomar", en Povedilla, en la provincia de Albacete.
En 1968, la ganadería pasará a denominarse como Samuel Flores y haciéndose cargo de ella Samuel Romano López-Flores a partir de 1973. La ganadería gozó de una fama considerable durante estos años, antes de afrontar un bache en los años ochenta, para volver a remontar a partir de los noventa. SIn embargo, en la actualidad se muestra lejos del circuito de las grandes plazas.
- Los ejemplares tienen talla media, perfil recto y son elipométricos.
- Animales largos, bajos de agujas, hondos, bastos de lámina con mucha papada y badana y de tipo aleonado, con cuartos traseros algo derribados y grupa almendrada.
- La cabeza presenta encornaduras muy gruesas en la cepa, muy desarrolladas (cornalones), que frecuentemente manifiestan asimetrías (bizcos) y terminan en pitones finos. Con frecuencia son acapachados de cuernos.
- El cuello tiene una longitud media, el tronco es ancho y las manos cortas y gruesas, con pezuñas grandes.
- Sus pintas características son negras, coloradas, castañas y tostadas, presentando el listón y el chorreado como accidentales más frecuentes.

### Toros célebres
- Clavelito, castaño claro, lidiado el 16 de agosto de 1925 en la Plaza de toros de Ciudad Real, premiado con dos vueltas al ruedo en el arrastre.[7]
- Farolero, número 132, negro, lidiado en la Plaza de toros de Játiva, "que tomó seis varas con gran codicia, derribó en todas ellas y mató cuatro caballos, siendo ovacionado en el arrastre, así como el mayoral al que el público obligó a bajar al redondel".[4]
- Pies de liebre, número 52, negro, lidiado el 15 de mayo de 1928 en la Plaza de toros de Las Ventas por Miguel Espinosa Armillita; siendo el toro con el que la ganadería tomó antigüedad en la plaza madrileña.[2]
- Cuernos de oro, 75, albahío, lidiado en la Plaza de toros de Zaragoza en 1928 y "que aguantó 6 puyazos y continuó bravo hasta el final".[2]
- Gavioto, número 13, negro, lidiado el 15 de mayo de 1942 en la Plaza de toros de Las Ventas, siendo premiado con dos vueltas al ruedo en el arrastre.[8]
- Tabaquero, lidiado en la Corrida de la Beneficencia de 1960 en la Plaza de toros de Las Ventas por el diestro Antonio Ordóñez y al que le cortó las dos orejas.[9]
- Pitillero, número 78, lidiado en 1966 en la Plaza de toros de Sevilla por Santiago Martín El Viti, siendo una de las faenas más recordadas del diestro salmantino.[10]
- Cuernos torpes, número 10, negro, de 578 kilos, lidiado el 24 de mayo de 1996 en la Plaza de Las Ventas por José Miguel Arroyo Joselito y en el que él y Enrique Ponce intervinieron en quites hasta en cinco ocasiones.[11]

### Toros indultados
La ganadería de Samuel Flores, desde 1925, ha obtenido el reconocimiento del indulto para algunos de sus toros, de acuerdo con la calidad y bravura de sus reses. Un premio otorgado al toro con el objetivo de preservar sus cualidades y condiciones genéticas.
| Toro        | Fecha del indulto     | Lugar                                   | Torero               | Ref.          |
| ----------- | --------------------- | --------------------------------------- | -------------------- | ------------- |
| Pestillito  | 21 de agosto de 1993  | Plaza de toros de Tarazona de la Mancha | Dámaso González      | [ 12 ]        |
| Pollero     | 20 de mayo de 1995    | Plaza de toros de Albacete              | Enrique Ponce        | [ 13 ]        |
| Escribanejo | 14 de octubre de 2007 | Plaza de toros de Espartinas            | Adolfo Suárez Illana | [ 14 ] [ 15 ] |

## Características
Los toros de la ganadería de Samuel Flores tienen un origen genético muy concreto, procedente del encaste Parladé, línea Gamero-Civico. Por esta razón, y según la legislación vigente, las reses de este hierro poseen las siguientes características zoomórficas:

## Sanfermines

### 1982
La ganadería albaceteña de Samuel Flores ha participado únicamente en una ocasión en la Feria del Toro de Pamplona, haciéndolo el 9 de julio de 1982. En la vez que corrieron los 'samueles' por las calles de la capital navarra tardaron 3 minutos y 4 segundos en recorrer el itinerario que va desde los Corrales de Santo Domingo hasta la plaza de toros, dejando dos traumatismos en la carrera.

En la plaza los toros de Samuel Flores fueron lidiados por José María Manzanares, Emilio Muñoz y Pepín Jiménez. El juego de las reses no fue el esperado, titulando la crónica el periodista Joaquín Vidal, para El País, como "Terroríficos toros de Samuel"; y donde destacó el especial tamaño que llevó el ganadero hasta Pamplona:
Torazos terroríficos salieron ayer por los chiqueros de Pamplona. Apareció el primero y creíamos no haber visto otro toro tan grande en nuestra vida. Pero el quinto aún era mayor, y cuando se engallaba -que se engallaba, el muy ladino-, la guadaña del pitón derecho sobrepasaba con mucho el flequillo de Emilio Muñoz. No fue una corrida de toros. Fue una flota de camiones lo que mandó el ganadero albacetense a Pamplona.
El resultado de los tres actuantes no fue tampoco el deseado ya que el Manzanares obtuvo una bronca en el segundo toro de su tarde, y el mismo resultado obtuvo el murciano Pepín Jiménez en los dos toros de su lote. Mejor fortuna tuvo el sevillano Emilio Muñoz que consiguió cortar una oreja del quinto de la tarde.

## Manuela Agustina López Flores

Hierro y divisa de la ganadería Manuela Agustina López Flores, también propiedad de Samuel Flores.

A finales del siglo XVII, Gil Flores forma una nueva ganadería con reses Jijonas, pasando en 1840 una parte a Agustín Flores, que fue heredada por su hijo Melquiades en 1921. Tras su muerte es heredada por sus hijos Leonardo, Samuel y Carmen Flores, y después de morir Leonardo en 1941 es cedida a Manuela Agustina López Flores, cambiando la denominación y formándola con reses del hierro de Samuel Hermanos. Está inscrita en la Unión de Criadores de Toros de Lidia.

## Premios
- 1968: Premio al toro más bravo de la Feria, concedido por el Club taurino de Málaga, el toro Hastasiempre, número 53, negro, de 530 kilos, lidiado en la Plaza de toros de Málaga el 10 de agosto de 1968.
- 1990: Premio a la mejor corrida de la Feria de San Isidro, entregado por la Comunidad de Madrid, por la corrida lidiada el 18 de mayo de 1990.[20]
- 1990: Premio Villa de Pinto al toro más bravo de la Feria de San Isidro, por el toro Cuernos sabios, número 36, negro, de 505 kilos, lidiado el 18 de mayo de 1990, por el diestro Paco Alcalde.[21]
- 2010: Premio Samueles al mejor toro de la Feria, por Tomillero, de 548 kilos, lidiado el 14 de septiembre de 2010 en la Plaza de toros de Albacete por Daniel Luque.[22]